# Viburnum nudum
Viburnum nudum är en desmeknoppsväxtart som beskrevs av Carl von Linné. Viburnum nudum ingår i släktet olvonsläktet, och familjen desmeknoppsväxter. Utöver nominatformen finns också underarten V. n. cassinoides.

## Bildgalleri

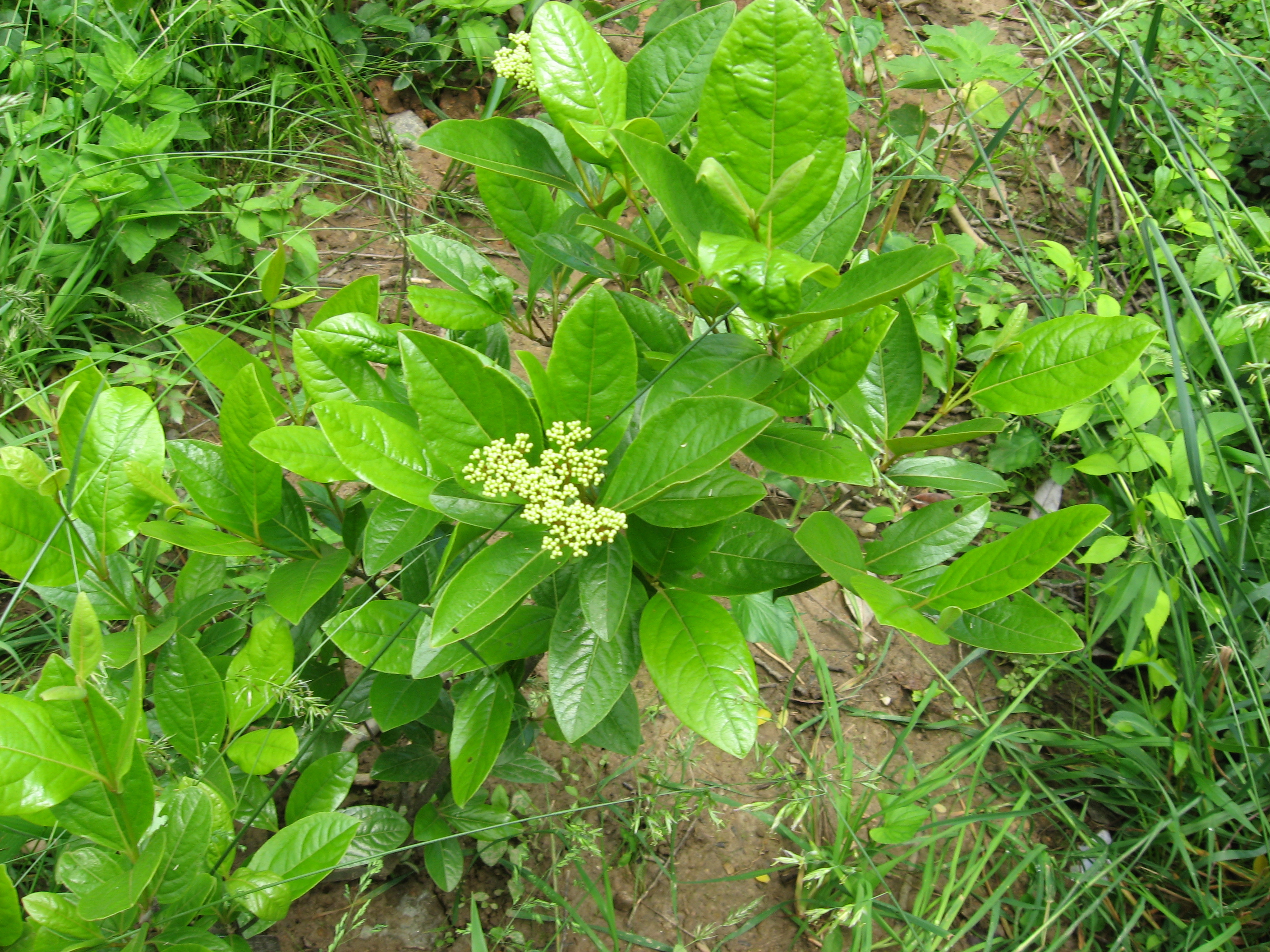